# Stazione di San Giuliano Milanese
La stazione di San Giuliano Milanese è una fermata ferroviaria posta sulla linea Milano-Bologna; serve il centro dell comune di San Giuliano Milanese.
Dispone soltanto di due binari di transito, sala d'attesa con monitor e due sottopassi, uno pedonale e uno ciclabile.

## Storia
La fermata di San Giuliano Milanese fu attivata il 15 maggio 1931.

## Strutture ed impianti
La fermata conta 2 binari, uno per ogni senso di marcia, serviti da 2 banchine laterali collegate da due sottopassaggi uno pedonale e un altro ciclo-pedonale.

## Movimento
La fermata è servita dai treni della linea S1 (Saronno-Milano-Lodi) del servizio ferroviario suburbano di Milano, eserciti da Trenord, con frequenza semioraria dalle 6 alle 21, oraria dalle 21 a mezzanotte.
È servita anche dalla linea S12 (Milano Bovisa - Melegnano), con 10 coppie di corse per giorno feriale.